# Mete Horozoğlu
Mete Horozoğlu (Estambul, 11 de octubre de 1975) es un actor turco, más conocido por haber interpretado a Soner Talaşoğlu en la serie Öyle Bir Geçer Zaman ki y a Zülfikar Paşa en la serie Muhteşem Yüzyıl Kösem.

## Biografía
Mete tiene una hermana mayor, Yasemin.
En 2011 se casó con Elif Sönmez, con quien tiene un hijo: Ali Horozoğlu.

## Carrera
En 2009 interpretó al capitán Mete en la película Nefes: Vatan Sagolsun.
En 2010 se unió al elenco principal de la serie turca Öyle Bir Geçer Zaman ki, donde dio vida a Soner Talasoglu hasta 2013. En 2013 dio vida a Mehmet Kantarci en la serie Kayip hasta el final de esta en 2014. En 2015 se unió a Ayrilsak da Beraberiz, donde interpretó a Teoman. Ese mismo año se unió al elenco de la popular serie turca Muhteşem Yüzyıl Kösem, donde interpretó a Zülfikar Paşa hasta 2016.

## Filmografía

### Televisión
| Año       | Título                  | Personaje       |
| --------- | ----------------------- | --------------- |
| 2005-2007 | Yanık Koza              | Ödemişli/Semih  |
| 2008      | Kalpsiz Adam            | Bülent          |
| 2009      | Hesaplaşma              | Ozan            |
| 2010-2013 | Öyle Bir Geçer Zaman Ki | Soner Talaşoğlu |
| 2013-2014 | Kayıp                   | Mehmet Katrancı |
| 2014      | Benim Adım Gültepe      | Eşref Samandıra |
| 2015-2016 | Muhteşem Yüzyıl Kösem   | Zülfikar        |

### Cine
| Año  | Título                           |
| ---- | -------------------------------- |
| 2005 | Hacivat Karagöz Neden Öldürüldü? |
| 2009 | Nefes: Vatan Sağolsun            |
| 2010 | Vay Arkadaş                      |
| 2012 | Kurtuluş Son Durak               |
| 2012 | Açlığa Doymak                    |
| 2013 | Taş Mektep                       |
| 2015 | Tehlikeyle Flört                 |